# La Cité nouvelle
La Cité nouvelle est un poème symphonique de Charles Koechlin composé en 1938.

## Présentation
La Cité nouvelle, sous-titré « rêve d'avenir », est composé en juin-août 1938 et orchestré du 25 août au 3 septembre 1938.
Commande d'État, à l'origine intitulée « La Cité future », l'œuvre est un vaste poème symphonique pour orchestre inspiré d'un épisode de Men Like Gods (en) d'H. G. Wells (livre 1, The Irruption of the Earthlings, chapitre 5, « The Governance and History of Utopia », sections 5-6), traduit en français par Louis Labat : M. Barnstaple chez les Hommes-Dieux.
La partition, dédiée à Wells, qui fait écho aux « convictions sociales et progressistes » du compositeur, mérite pour le musicologue François-René Tranchefort « d'être signalée — et écoutée — non seulement pour sa pure beauté méditative (bien que s'animant d'un Allegro vivace vigoureux inauguré par un appel en fanfare), mais pour son choral conclusif — Quasi adagio — d'une très rare noblesse ».
La Cité nouvelle est créée le 19 janvier 1962 à Paris, au théâtre des Champs-Élysées, par l'Orchestre national de la RTF sous la direction de Maurice Le Roux,.
La pièce porte le numéro d'opus 170 dans le catalogue des œuvres de Charles Koechlin.